# De vlaschaard
De vlaschaard (en neerlandès El camp de lli) és una pel·lícula belga dirigida per Jan Gruyaert. Estrenada el 1983, aquest drama camperol està extret de la novel·la De vlaschaard de Stijn Streuvels publicada el 1907.
La novel·la de Streuvels ja havia estat adaptada per Boleslaw Barlog el 1942-1943 amb el títol Wenn die Sonne wieder scheint.

## Argument
Vermeulen regna com a patriarca a la seva granja i imposa la seva voluntat a la sembra dels camps i a la collita del lli. Quan el seu fill Louis vol interferir en els afers de la granja, el seu pare sent que la seva autoritat està amenaçada. La dona intenta en va mediar entre el seu marit i el seu fill. Però quan Louis corteja la lletera, és la gota: "Dos galls a la mateixa pila de fem, és un gall de més".

## Repartiment
- Vic Moeremans : Vermeulen, el camperol
- Dora van der Groen : Barbele, l'esposa
- René Van Sambeek : Louis Vermeulen, el fill
- Gusta Gerritsen : Schellebelle, la lletera
- Ilse Uitterlinden : Lea
- Mieke Uitterlinden : Fietje
- Dries Wieme : Poortere
- Alice Toen : Tale
- Juliette Van de Sompel : Netje
- Max Schnur : Slijter
- Benthe Forrer : Louise
- Marc Peeters : Ivo
- Dirk Celis : Bert
- Daan Hugaert : Jan
- Carlos van Lanckere
- Jos Geens : Stafke
- Ben Simons
- Jos Kennis
- Rik Bravenboer
- Gil Lefever (com Gil Lefevre)
- André Van Daele (com Dré Vandaele)
- Frans Vercammen
- Maurice Wyckaert
- Bert Van Tichelen
- Alfons Verstrepen
- John De Schutter
- Fons Derre
- Chris Cauwenberghs : el notari
- Guido Lauwaert
- Willy de Bruyne
- Fred Van Kuyk : el comprador de lli
- Nick Van Suyt
- Louis Mortier
- Danny De Jonghe

## Distincions
La pel·lícula va guanyar un total de vuit premis, a Brussel·les, Utrecht, Orleans, Auriac, Sorrento i Santarém, incloent:
- 1983: Festival de Cinema de Brussel·les: premi de la Corps Diplomatique Film foundation
- 1983: Festival de Cinema Neerlandès d'Utrecht: Vedella d'Or al millor actor per Vic Moeremans

## Producció
El director Jan Gruyaert mostra a la primera hora de la pel·lícula el procés del cultiu del lli, des de la preparació del sòl a la primavera fins a la sembra i la collita. Els motius de la tensió entre pare i fill no estan prou ressaltats ni prou convincents per fer creïble el drama final. Els primers seixanta minuts representen més la feina d'un director que la del guionista. És només en l'últim quart d'hora que la pel·lícula avança més o menys gràcies a la fina història d'amor i que es concreta el drama familiar. Només llavors es presenta un desenvolupament dramàtic.
Dora van der Groen ofereix una bona actuació en el seu doble paper de mare atenta i dona calmant. És l'única del repartiment que parla neerlandès una mica acceptable. Vic Moermans, en el seu paper del pagès Vermeulen, no sempre troba el to adequat.